# EräViikingit
Die EräViikingit entstanden 2016 aus einer Fusion des Rekordmeisters Salibandyseura Viikingit (oder kurz: SSV) und Tapanilan Erä und spielt seitdem in der höchsten finnischen Spielklasse.
Beide Vorgänger kamen aus Helsinki. Der SSV war dabei der erfolgreichste Unihockeyverein Finnlands. Der Verein wurde 1986 gegründet und trug seine Heimspiele in der Sporthalle Pasila (Pasilan urheiluhalli) aus, die gut 1700 Zuschauern Platz bietet. Im Dezember 2007 hatte der Verein ungefähr 700 Mitglieder. 

Tapanilan Erä spielte ebenfalls in der Salibandyliiga und wurde dreimal Pokalsieger.

## Erfolge
- Meisterschaft: 11 (1993, 1995, 1996, 2001, 2004, 2005, 2007, 2008, 2009, 2010, 2011 (alle als SSV))
- Pokal: 12 (1995, 1999, 2001, 2005, 2006, 2007, 2009, 2015 (alle als SSV), 2008, 2010, 2012, (alle als Erä) und 2017 (als EräViikingit))

- EuroFloorball Cup: 2 (2009, 2011 (beide als SSV))

Mit elf Meistertiteln und zwölf Pokalsiegen sind die EräViikingit sowohl Rekordmeister als auch Rekordpokalsieger.